# Wodospad Huangguoshu
Wodospad Huangguoshu (chiń. upr. 黄果树瀑布; chiń. trad. 黃果樹瀑布; pinyin Huángguǒshù pùbù) – wodospad na rzece Haishui He (白水河) w prowincji Guizhou w południowych Chinach. Znajduje się ok. 140 km na południowy zachód od Guiyang, w pobliżu miasta Anshun. Jeden z największych na terenie Chin. Składa się z 18 wodospadów na powierzchni i 4 podziemnych. Największy z wodospadów ma 68 m wysokości i 67 m szerokości.

## Turystyka
Okolica jest atrakcyjna turystycznie, pełna krasowych formacji skalnych. W pobliżu zamieszkuje grupa etniczna Bouyei, słynna z produkcji batiku.